# Каррера, Рафаэль
Хосе Рафаэ́ль Карре́ра-и-Турсиос (исп. José Rafael Carrera y Turcios; 24 октября 1814, Гватемала — 14 апреля 1865) — президент республики Гватемала.

## Биография
Рафаэль Каррера-и-Турсиос родился 24 октября 1814 года в семье метисов с индейскими корнями.
Считался ведущим представителем консервативной и клерикальной тенденции в Центральной Америке XIX века. По воспоминаниям современников, отличался жестокостью и малообразованностью; его ретроградное правление отличалось религиозным фанатизмом и необузданным милитаризмом.
17 апреля 1839 года провозгласил Гватемалу суверенным государством, завершая, таким образом, распад Соединенных провинций Центральной Америки. После отделения Гватемалы в составе Федерации осталась одна провинция — Сальвадор.
Став непопулярным, Каррера отказался от президентства и поселился в Мексике, но в 1850 году он был снова избран в президенты, а в 1854 году это звание было предоставлено ему пожизненно.
Каррера победоносно отразил нападение союзных войск Гондураса и Сальвадора, имевшее целью восстановить союз Центральной Америки; в 1863 году он захватил даже столицу Сальвадора.
Рафаэль Каррера-и-Турсиос умер 14 апреля 1865 года в Гватемале.